# Muitos Capões
Muitos Capões est une municipalité brésilienne située dans l'État du Rio Grande do Sul.